# Finnentrop
Finnentrop è un comune di 16 780 abitanti della Renania Settentrionale-Vestfalia, in Germania.
Appartiene al distretto governativo (Regierungsbezirk) di Arnsberg ed al circondario (Kreis) di Olpe (targa OE).

## Geografia fisica
La cittadina di Finnentrop si trova nella regione del Sauerland, alla confluenza dei fiumi Bigge e dell'affluente della Ruhr Lenne, circondata da una lunga ansa a destra di quest'ultimo, tra i parchi naturali di Ebbegebirge a sud-ovest e quello di Homert a nord-est.

## Storia
Il comune di Finnentrop è stato istituito il 1º luglio 1969, quando vennero messe insieme parti della vecchia comunità amministrativa (Amt) di Serkenrode (distretto Meschede), del comune di Schliprüthen e Oedingen e parte del Land di Attendorn e Helden. Questa ristrutturazione ha visto anche il comune passare dal circondario Meschede (che è stata abolito nel 1974) a quello di Olpe.
Il nome della comunità deriva dal nucleo originario di Finnentrop che si trova a poche centinaia di metri da Bigge, ora noto come Altfinnentrop ("alt" in tedesco significa "vecchio"). Fino al 1908, il luogo ora conosciuto come Finnentrop aveva tre nomi: Habbecke, Neubrücke ("ponte nuovo") e, una volta costruita la ferrovia Ruhr-Sieg, anche come Bahnhof Finnentrop ("stazione ferroviaria di Finnentrop"). Neubrücke consisteva in un solo edificio tra il Bigge e il Lenne e il "nuovo ponte" era già stato costruito nel 1847, mentre Habbecke sembra avere origini medioevali.
Lo stemma comunale rappresenta la confluenza dei due fiumi, la rosa deriva da quello dei signori di Finnentrop (von Vinnentrop) e il colore si riferisce aille grandi aree di verde nel territorio comunale.